# Bovenste Puth
Bovenste Puth (Limburgs: Bäövesjte Pöt) is een buurtschap in het kerkdorp Puth in de gemeente Beekdaelen.

Puth bestaat in feite uit twee buurtschappen, die door de Kerkweg worden gescheiden. Kenmerkend voor beide buurtschappen is de lintbebouwing, beginnend bij de Steenstraat via Onderste Puth, Bovenste Puth en Kempkensweg richting Sweikhuizen. Bovenste Puth is naast de naam van de gelijknamige buurtschap ook een straatnaam in de buurtschap.
Tot medio jaren 80 van de 20e eeuw was in Bovenste Puth de stroopfabriek van Solberg gevestigd. De fabrieksgebouwen zijn gesloopt en hebben plaatsgemaakt voor woningen.
In Bovenste Puth staat het Christoffelkapelke.
Dorpen: Aalbeek · Amstenrade · Arensgenhout · Bingelrade · Doenrade · Hulsberg · Jabeek · Merkelbeek · Nuth · Oirsbeek · Puth · Schimmert · Schinnen · Schinveld · Sweikhuizen · Vaesrade · Wijnandsrade

Buurtschappen en gehuchten: Bovenste Puth · Brand · Breinder · Brommelen · Daniken (deels) · Douvergenhout · Etzenrade · Gracht · Grijzegrubben · Haasdal · Hegge · Heisterbrug · Helle · Hellebroek · Hommert · Hunnecum · Kamp · Kathagen · Klein-Doenrade · Kleingenhout · Kling · Kruis · Laar · Leeuw · Nagelbeek · Nierhoven · Oensel · Onderste Puth · Op de Bies · Op den Hering · Oppeven · Reuken · Swier · Terstraten · Tervoorst · Thull · Viel · Vink · Wintraak · Wissengracht · Wolfhagen

Limburg: Steden en dorpen      Nederland: Provincies · Gemeenten